# Giuseppe Targioni
Giuseppe Targioni (Prato, 18 settembre 1807 – Volterra, 17 aprile 1873) è stato un vescovo cattolico italiano.

## Biografia
Nato a Prato il 18 aprile 1807 in una famiglia di modesta condizione economica, Giuseppe Targioni vestì l'abito ecclesiastico all'età di dieci anni. Compiuti i primi passi nell'apprendimento presso le scuole comunali di Prato, proseguì gli studi presso il Collegio Cicognini e nel 1830 fu ordinato sacerdote. Chiamato a ricoprire l'incarico di economo presso lo stesso Collegio Cicognini, si occupò anche dell'insegnamento della grammatica italiana ai fanciulli. Da tale esperienza d'insegnante il Targioni ricavò il materiale per la stesura di alcuni testi scolastici e soprattutto del manuale Primi principii di grammatica italiana e scelta di squarci tratti dai prosatori del buon secolo ad uso dei piccoli fanciulli (Prato, Tipografia Guasti, 1839), che ricevette una buona accoglienza presso svariate scuole. Nel 1837, abbandonato l'insegnamento per meglio servire la Chiesa, fu chiamato a coadiuvare il canonico Ferdinando Baldanzi nella parrocchia della cattedrale di Prato e nel novembre del 1838 fu nominato rettore del Seminario pratese. Nei diciannove anni durante i quali fu rettore del Seminario il Targioni riformò e migliorò gli studi, occupandosi direttamente di tenere la cattedra di Greco e di Teologia Dogmatica. Divenuto in seguito cappellano e poi canonico della cattedrale di Prato, nel 1850 fu deputato, assieme a Ferdinando Baldanzi, al sinodo provinciale fiorentino. Nel 1851 fu membro della commissione per la stesura del concordato tra il Granducato di Toscana e la Santa Sede. Nell'agosto del 1857 fu nominato vescovo di Volterra e in seguito partecipò al Concilio Vaticano I come membro di una delle commissioni preparatorie.
Morì a Volterra il 17 aprile 1873.

## Opere
- Primi principii di grammatica italiana e scelta di squarci tratti dai prosatori del buon secolo ad uso dei piccoli fanciulli, Prato, Guasti, 1839.
- Epistola pastoralis ad clerum et populum civitatis et dioecesis Volaterranae, Prato, Guasti, 1857.
- Istruzioni per la sacra visita pastorale della città e diogesi di Volterra, Firenze, Tipografia Calasanziana, 1862.
- Panegirici, Prato, Guasti, 1876.

## Genealogia episcopale
La genealogia episcopale è:
- Cardinale Scipione Rebiba
- Cardinale Giulio Antonio Santori
- Cardinale Girolamo Bernerio, O.P.
- Arcivescovo Galeazzo Sanvitale
- Cardinale Ludovico Ludovisi
- Cardinale Luigi Caetani
- Cardinale Ulderico Carpegna
- Cardinale Paluzzo Paluzzi Altieri degli Albertoni
- Papa Benedetto XIII
- Papa Benedetto XIV
- Arcivescovo Enrico Enriquez
- Arcivescovo Manuel Quintano Bonifaz
- Cardinale Buenaventura Córdoba Espinosa de la Cerda
- Cardinale Giuseppe Maria Doria Pamphilj
- Papa Pio VIII
- Papa Pio IX
- Vescovo Giuseppe Targioni